# Euforión (mitología)
En la mitología griega Euforión (en griego Εὐφορίων, esto es, «abundante») es un hijo de Helena y Aquiles sólo citado en una fuente tardía.
Ptolomeo Queno, en efecto, dice que se cuenta que Helena fue la primera en imaginar el sorteo de los pretendientes con los dedos y que con ello llegó a ganar, al azar, a Alejandro; esta Helena se dice hija de Afrodita. De Helena y Aquiles nació, en las Islas Afortunadas, un niño alado llamado Euforión, llamado así por la fertilidad que caracteriza esas fabulosas tierras. Zeus lo atrapó —pues Euforión escapaba del asedio amoroso de Zeus— y de un golpe con su rayo lo derribó hasta caer en las tierras de la isla de Melos. Allí Zeus continuó su persecución y transformó a las ninfas del lugar en ranas porque le habían dado sepultura. Otros dicen que Helena había sido raptada por Alejandro cuando cazaba en el monte de la Virgen e, impresionada por su belleza, lo había seguido como si se tratara de un perro.